# Witness (association)
Pour les articles homonymes, voir Witness.
WITNESS est une organisation fondée en 1992 par le musicien Peter Gabriel, qui a pour but d'utiliser la vidéo et les nouvelles technologies pour faire avancer les droits de l'homme. Elle permet ainsi d'utiliser la vidéo comme preuve devant une cour, une commission ou même devant les Nations unies. C'est aussi un outil pour l'information du grand public, et un moyen de dissuasion pour les abus à venir. WITNESS permet enfin à des groupes locaux qui s'occupent des droits de l'homme d'avoir une aide globale, et ainsi de donner une plus grande force à leurs discours. 150 groupes dans 50 pays ont déjà reçu l'aide logistiques et les caméras vidéos de WITNESS pour dénoncer les crimes et les injustices dont ils sont victimes.
À plusieurs reprises, WITNESS a été repris par la BBC, CNN, ABC, PBS, Oprah, le satellite et chaines câblées dans le monde pour forcer le gouvernement Mexicain à réformer les hôpitaux psychiatriques du pays et le gouvernement des Philippines à enquêter sur les meurtres d'un grand nombre d'activistes indigènes. Les vidéos de WITNESS influencent les relations et les discussions pour trouver des solutions aux problèmes quotidiens de notre monde.
"Armed with cameras, front-line activists are letting the truth do the talking." (Armés de caméras, les activistes en première ligne laissent la vérité s'exprimer) - Peter Gabriel.

## Histoire
En 1988, Peter Gabriel apporte, lors de sa tournée avec Amnesty International, une caméra Handycam Sony - qui est, à cette époque, l'un des premiers caméscopes destinés au public - dans le but d'enregistrer les histoires qu'il entend. En 1991, une personne spectatrice de l'agression de Rodney King, par la police de Los Angeles, enregistre la scène. Les images sont diffusées dans les télévisions du monde entier, ce qui ouvre une discussion internationale sur les brutalités policières et les discriminations raciales. Ces images prouvent également le pouvoir de la vidéo pour capter l'attention du monde et la communication sur les atteintes aux droits humains.
L'élan provoqué par cette vidéo et ses conséquences permettent à Gabriel de réaliser son idée d'utiliser le cinéma à l'avant garde des campagnes pour les droits de l'homme. Avec une subvention d'un million de dollars de la Reebok Human Rights Foundation, en partenariat avec le Comité des Avocats pour les Droits de l'Homme, Gabriel fonde WITNESS en 1992, qui devient une organisation indépendante à but non lucratif en 2001.
WITNESS s'est, depuis, associé avec des milliers de militants des droits de l'homme, afin qu'ils puissent utiliser des vidéos dans leurs campagnes. En 2007, en raison de l'omniprésence des appareils photos et des téléphones portables qui augmentent le potentiel de tout un chacun de devenir un témoin de violences et d'atrocités, WITNESS lance le Hub, une ligne des droits de l'homme de partage communautaire des vidéos.
WITNESS travaille dans plus de 70 pays afin de faire progresser les droits de l'homme par l'utilisation des vidéos. L'effectif est de 28 personnes avec un budget de 4 millions de dollars.
WITNESS est un pionnier dans l'utilisation de la vidéo et de la technologie pour lutter pour les droits de l'homme. Elle distribue des caméras pour que les activistes puissent exposer les crimes, les fraudes, et stopper l'impunité des personnes qui ne respectent pas la vie. L'organisation se bat pour que les preuves ainsi fournies puissent être vues par un public aussi large que possible, au niveau international.

## Objectifs
L'objectif de WITNESS est d'utiliser les vidéos pour ouvrir les yeux du monde sur les violations des droits humains. L'association habilite les victimes à transformer leurs histoires personnelles en puissants outils pour la justice et la promotion de l'engagement du public et d'un changement politique dans les pays où les droits humains ne sont pas respectés. La vision du monde de WITNESS est un monde juste, équitable où tous les individus et les communautés, quels qu'ils soient, puissent être en mesure de défendre leurs droits.
WITNESS a cependant retravaillé ses objectifs au printemps 2009, en raison de l'évolution rapide du monde, afin de tracer l'avenir de l'organisation.

## Actions

### Partenaires
WITNESS fournit des appareils photos et des caméras à différents partenaires. Le choix des partenaires de WITNESS est basé sur la force de son travail pour les droits de l'homme, la clarté de son objectif de plaidoyer et la capacité de la vidéo à améliorer ses campagnes, l'organisation recherche des collaborations qui impliquent des possibilités de campagnes où la vidéo peut être utilisée. Une fois que WITNESS a formé un partenariat, elle fournit à son partenaire des équipements et les aide à trouver les relations qui leur permettraient de les aider dans leur combat. La plupart des partenaires de WITNESS n'ont pas les compétences nécessaires à l'utilisation des appareils tels que les caméras ; l'association fourni donc également une formation pratique à ces appareils, à leur utilisation lors de la défense dans un tribunal, à la création de montages vidéos et de documentaires.
Actuellement, WITNESS a huit partenariats avec des organisations réparties au Kenya, au Zimbabwe, au Yémen, au Mexique, au Salvador, au Cambodge, aux États-Unis, en Macédoine et en Inde.

### Réussites
WITNESS et l'organisation kényane CEMIRIDE (Centre pour le développement des droits des minorités) ont permis, par les vidéos, à la communauté Endorois de gagner leur combat contre le gouvernement kényan, qui les avait expulsés de leurs terres, dans les années 70, pour mettre en place une réserve faunique. L'Union africaine a approuvé, le 4 février 2010, la décision de la Commission Africaine des Droits Humains et des Peuples (CADHP), selon laquelle le gouvernement kényan est coupable de violations des droits de l'homme pour cette expulsion. Le Kenya est à présent obligé de restituer aux Endorois leurs terres et de les dédommager. Ceci est considérée comme une victoire historique pour cette communauté et les droits des autochtones à travers l'Afrique.
En 2000, WITNESS a permis la mise en place par l'ONU, d'un protocole contre le trafic humain, grâce notamment, à la campagne internationale des partenaires de l'association, qui documentait le trafic de prostitution forcée en ex-URSS par la mafia russe.